# Друштва лица
Друштва лица или ортаклук је однос између лица која обављају делатност под заједнички пословним именом у циљу стицања профита.
Друштва лица се још називају и партнерска или ортачка друштва. Њих чине и оснивају партнери, који се удружују ради заједничког посла, а не појединачни власници. Они партнерством обезбеђују неопходан капитал за оснивање и функционисање предузећа, учествују у расподели профита или губитка сразмерно свом улогу.
Постоје две врсте друштва лица:
- Командитно друштво
- Ортачко друштво.

Сва имовина уложена у овакву врсту предузећа, пре њиховог оснивања, односно која је стечена путем куповине или на други начин, за потребе предузећа представља заједничку имовину. Ову имовину партнери друштва морају да користе искључиво у сврху обављања заједничке делатности, што не мора да буде обавезно уколико је партнерским уговором дефинисано другачије.